# Altınyayla (Andırın)
Altınyayla (früher Sisne) ist ein Dorf im Landkreis Andırın der türkischen Provinz Kahramanmaraş. Altınyayla liegt etwa 54 km nordwestlich der Provinzhauptstadt Kahramanmaraş und 18 km nordöstlich von Andırın. Altınyayla hatte laut der letzten Volkszählung 895 Einwohner (Stand Ende Dezember 2010). Die Bevölkerung besteht hauptsächlich aus Tschetschenen.